# Brückenzahl
Die Brückenzahl ist eine Invariante aus dem mathematischen Gebiet der Knotentheorie.

## Definition
Ein Knoten {\displaystyle K\subset \mathbb {R} ^{3}} besitzt eine Darstellung mit {\displaystyle b} Brücken, wenn er sich so in {\displaystyle 2b} Intervalle zerlegen lässt, dass für eine geeignete Ebene {\displaystyle E\subset \mathbb {R} ^{3}} jeweils {\displaystyle b} Intervalle in beiden von der Ebene berandeten Halbräumen liegen. (Äquivalent kann man auch verlangen, dass {\displaystyle b} Intervalle in einer Ebene und die anderen {\displaystyle b} Intervalle in einem der berandeten Halbräume liegen.)
Die Brückenzahl {\displaystyle br(K)} eines Knotens {\displaystyle K} ist die kleinste Zahl {\displaystyle b}, für die es eine Darstellung mit {\displaystyle b} Brücken gibt.

## Beispiele

Die Kleeblattschlinge hat Brückenzahl 2.

- Der Unknoten ist der einzige Knoten mit Brückenzahl {\displaystyle 1}.
- Knoten mit Brückenzahl {\displaystyle 2} wurden 1956 von Horst Schubert klassifiziert, sie werden auch als rationale Knoten bezeichnet.
- Eine Klassifikation der 3-Brücken-Knoten ist bisher nicht gelungen.
- Die Brückenzahl des Torusknotens {\displaystyle T_{pq}} ist {\displaystyle b(T_{pq})=\min(p,q)}.
- Die Brückenzahl eines n-strändigen Zopfes ist höchstens {\displaystyle n}.

## Eigenschaften
- Für die Knotensumme {\displaystyle K_{1}\sharp K_{2}} gilt die Gleichung

{\displaystyle br(K_{1}\sharp K_{2})=br(K_{1})+br(K_{2})-1}
- Linsenräume sind verzweigte Überlagerungen der {\displaystyle S^{3}} mit einem 2-Brückenknoten als Verzweigungsmenge.
- Wenn eine geschlossene 3-Mannigfaltigkeit eine Heegaard-Zerlegung vom Geschlecht {\displaystyle 2} besitzt, dann ist sie eine verzweigte Überlagerung der {\displaystyle S^{3}} mit einem 3-Brückenknoten als Verzweigungsmenge.